# Butterflies (пісня Майкла Джексона)
«Butterflies» — третій та останній сингл Майкла Джексона з його десятого альбому Invincible. Сингл вийшов у лютому 2002. На відміну від попередніх синглів, ця пісня не має музичного відео.

## Чарти

### Щотижневі чарти
| Чарт (2001—2002)                        | Найвища позиція |
| --------------------------------------- | --------------- |
| США (Billboard Hot 100)                 | 14              |
| США (Hot R&B/Hip-Hop Songs) (Billboard) | 2               |
| США (Mainstream Top 40) (Billboard)     | 36              |
| США (Rhythmic) (Billboard)              | 36              |

### Чарт на кінець року
| Чарт (2002)                          | Позиція |
| ------------------------------------ | ------- |
| US Billboard Hot 100                 | 64      |
| US Hot R&B/Hip-Hop Songs (Billboard) | 12      |